# 変わらぬ想い
変わらぬ想い（原題:Nothing's Gonna Change My Love For You）はジェリー・ゴフィン（Gerry Goffin）とマイケル・マッサー（Michael Masser）作によるポピュラー・ソング。
演奏時間はおよそ3分50秒。
元々はジョージ・ベンソンが1984年に発表したアルバム『20/20』に収録されていた。
1987年にハワイの歌手、グレン・メデイロスがカバー曲としてデビュー。イギリスではヒットチャートの1位になった。

## カバーしたアーティスト
- ウエストライフ
- 杉山清貴
- 鈴木雅之
- locofrank
- ケイコ・リー
- ジョン・オーティス(JON OTIS)
  - 「変わらぬ想い ～NOTHING'S GONNA CHANGE MY LOVE FOR YOU (7" EDIT) 」 - 1996年9月発売のアルバム『ハウスレボリューション Vol.48』 #1
- ニック・カーターと西島隆弘（Nissy）
  - アルバム「オールアメリカン」日本版ボーナストラック
- ビビアン・チョウ
- 小林香織（サックス奏者）
- 方大同
- 韋星弟
- デイビッド・ロイ
- タイム・ファイブ
- DEEN